# Lo mejor de Pedro Suárez-Vértiz vol. 2
Lo mejor de Pedro Suárez-Vértiz vol. 2 es el segundo disco recopilatorio de Pedro Suárez-Vértiz, lanzado en 2001 por la disquera Sony Music. En este disco repasa algunos éxitos de sus tres primeros álbumes de estudio al igual que el volumen 1.

## Lista de canciones
Todas las canciones fueron compuestas por Pedro Suárez-Vértiz.

| N.º | Título                     | Duración |  |
| 1.  | «Sentimiento increíble»    | 3:27     |  |
| 2.  | «Alguien que bese como tú» | 6:06     |  |
| 3.  | «Me estoy enamorando»      | 4:45     |  |
| 4.  | «Podré cambiar»            | 4:08     |  |
| 5.  | «Me resfrié en Brasil»     | 3:53     |  |
| 6.  | «Y es que sucede así»      | 3:43     |  |
| 7.  | «No pensé que era amor»    | 3:51     |  |
| 8.  | «Niña bella»               | 4:26     |  |
| 9.  | «Rapta la mona»            | 4:37     |  |
| 10. | «Tambaleando»              | 3:18     |  |
| 11. | «Me siento mejor»          | 3:45     |  |
| 12. | «Paseando en bicicleta»    | 4:08     |  |

## Créditos
- Letra y música de todos los temas: Pedro Suárez-Vértiz.